# Agen (Färnebo socken, Värmland, 662931-140601)
Agen är en sjö i Filipstads kommun i Värmland och ingår i Göta älvs huvudavrinningsområde. Sjön är 13 meter djup, har en yta på 0,857 kvadratkilometer och är belägen 135,3 meter över havet. Sjön avvattnas av vattendraget Timsälven (Nordmarksälven).

## Delavrinningsområde
Agen ingår i det delavrinningsområde (663063-140641) som SMHI kallar för Utloppet av Agen. Medelhöjden är 188 meter över havet och ytan är 9,77 kvadratkilometer. Räknas de 44 avrinningsområdena uppströms in blir den ackumulerade arean 371,32 kvadratkilometer. Timsälven (Nordmarksälven) som avvattnar avrinningsområdet har biflödesordning 3, vilket innebär att vattnet flödar genom totalt 3 vattendrag innan det når havet efter 360 kilometer. Avrinningsområdet består mestadels av skog (78 procent). Avrinningsområdet har 0,84 kvadratkilometer vattenytor vilket ger det en sjöprocent på 8,6 procent.